# Dorflinde Hollenbach

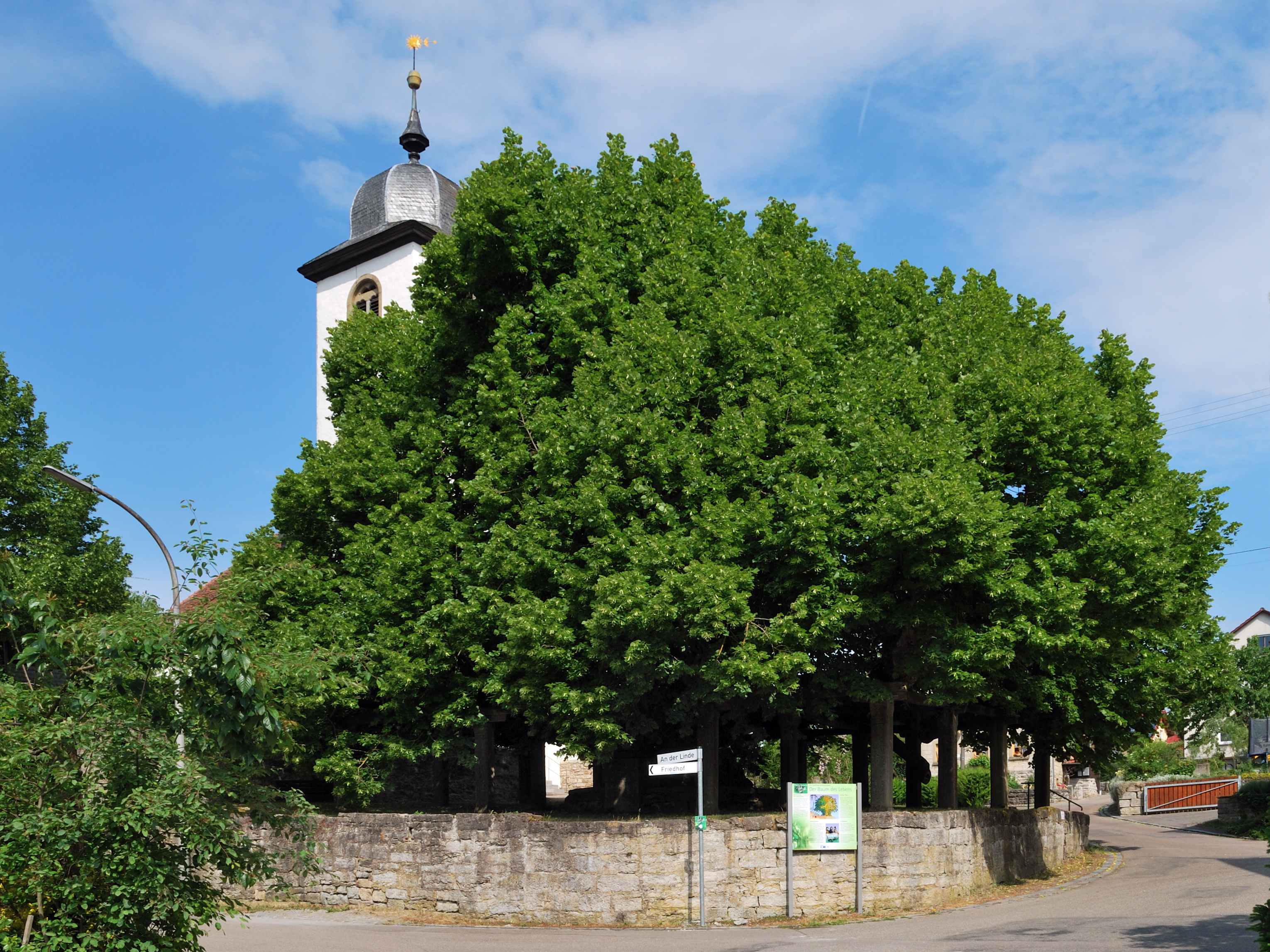
Dorflinde

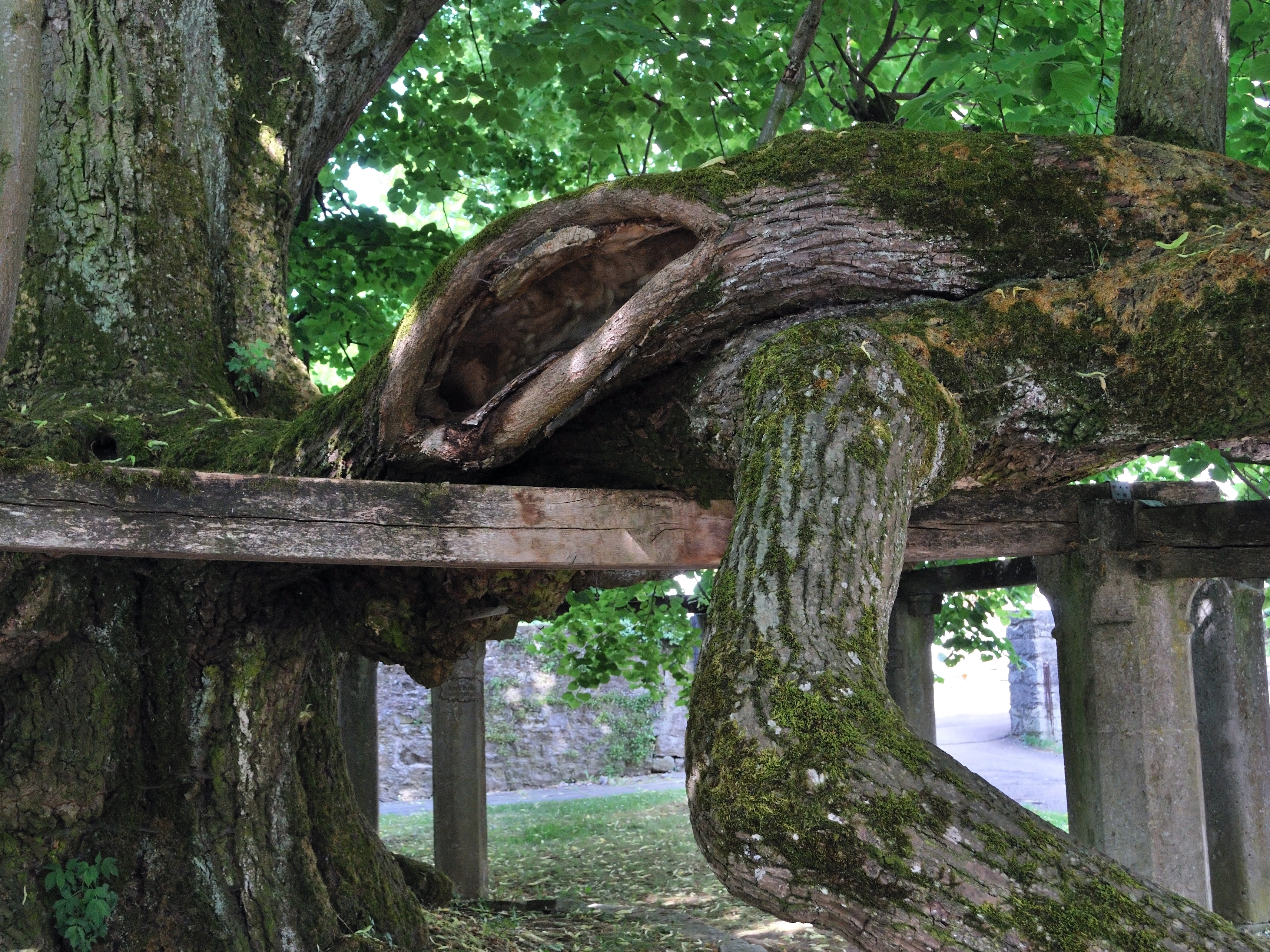
Ein auf dem Gerüst liegender Ast

Die Dorflinde Hollenbach steht in der Ortsmitte von Hollenbach, einem Teilort der Gemeinde Mulfingen im Hohenlohekreis. Sie ist ein Naturdenkmal. Ihr Alter wird auf mindestens 700 Jahre geschätzt. Damit ist sie eine der ältesten Linden im süddeutschen Raum. Der Platz unter der geleiteten Sommerlinde wird als ehemals heiliger Ort und Gerichtsort beschrieben. Sie war somit die Gerichtslinde des Dorfs und seiner Umgebung.  
Ihre Hauptäste liegen auf einem von Steinpfeilern gestützten Holzgerüst. Auf den Steinpfeilern stehen Namen der Kriegsgefallenen. Unter der Dorflinde wurde nach dem Ersten Weltkrieg ein Ehrenmal für die Gefallenen errichtet.